# IC 1198
IC 1198 је спирална галаксија у сазвјежђу Змија која се налази на листи објеката дубоког неба у Индекс каталогу.
Деклинација објекта је + 12° 19' 50" а ректасцензија 16h 8m 36,3s. Привидна величина (магнитуда) објекта IC 1198 износи 14,3 а фотографска магнитуда 15,0. IC 1198 је још познат и под ознакама MCG 2-41-11, MK 871, CGCG 79-59, KUG 1606+124, IRAS 16062+1227, PGC 57273.